# Maison dite de Sainte-Anne
La maison dite de Sainte-Anne est située à Montluçon (France).

## Localisation
La maison est située sur la commune de Montluçon dans le département de l'Allier, en région Auvergne-Rhône-Alpes.

## Description
La maison date du XVe siècle, dont les deuxième et troisième niveaux sont en encorbellement. La façade présente deux angles en pierre de taille interrompus par de gros corbeaux, une porte et une devanture. Au premier niveau, ces deux percements sont surmontés d'une grosse poutre en bois, portant les colombages en X, placée en tables sous les trois fenêtres du premier étage. Au troisième niveau, le colombage est rectangulaire. Un arc ogival couronne ce pignon, reposant à ses extrémités sur des doubles corbeaux et s'inscrivant dans le triangle constitué par le toit à deux pans et le mur. La façade longitudinale présente une lucarne avec accolade, une porte avec pilastre et imposte sur le linteau et une fenêtre au chambranle chanfreiné. À l'angle de la Grand'rue et de l'actuelle rue Sainte-Anne est érigée de longue date une niche de la statue de Sainte-Anne qui a par la suite donné son nom à cette artère et à la maison elle-même.

## Historique
Demeure de marchands aisés, déclarée au terrier des ducs de Bourbon sous le nom de Pinon Perron, femme d’Olivier de Beaumanoir, bourgeois et marchand. Décrite au terrier de 1681 comme formée de « trois maisons jointes ensembles sous un mesme frais », consistant en trois chambres hautes, greniers, deux boutiques et leurs arrière-boutiques, trois celliers et une cave, elle appartient alors en copropriété à Nicolas Berthet, marchand apothicaire, aux trois fils d’Antoine Preschonnet et de Marie Pelletier et à Guillaume Buglet, praticien en droit.
La maison est inscrite partiellement au titre des monuments historiques par arrêté du 11 mars 1935.

## Protection
Éléments protégés : la façade et la toiture. 

## Galerie

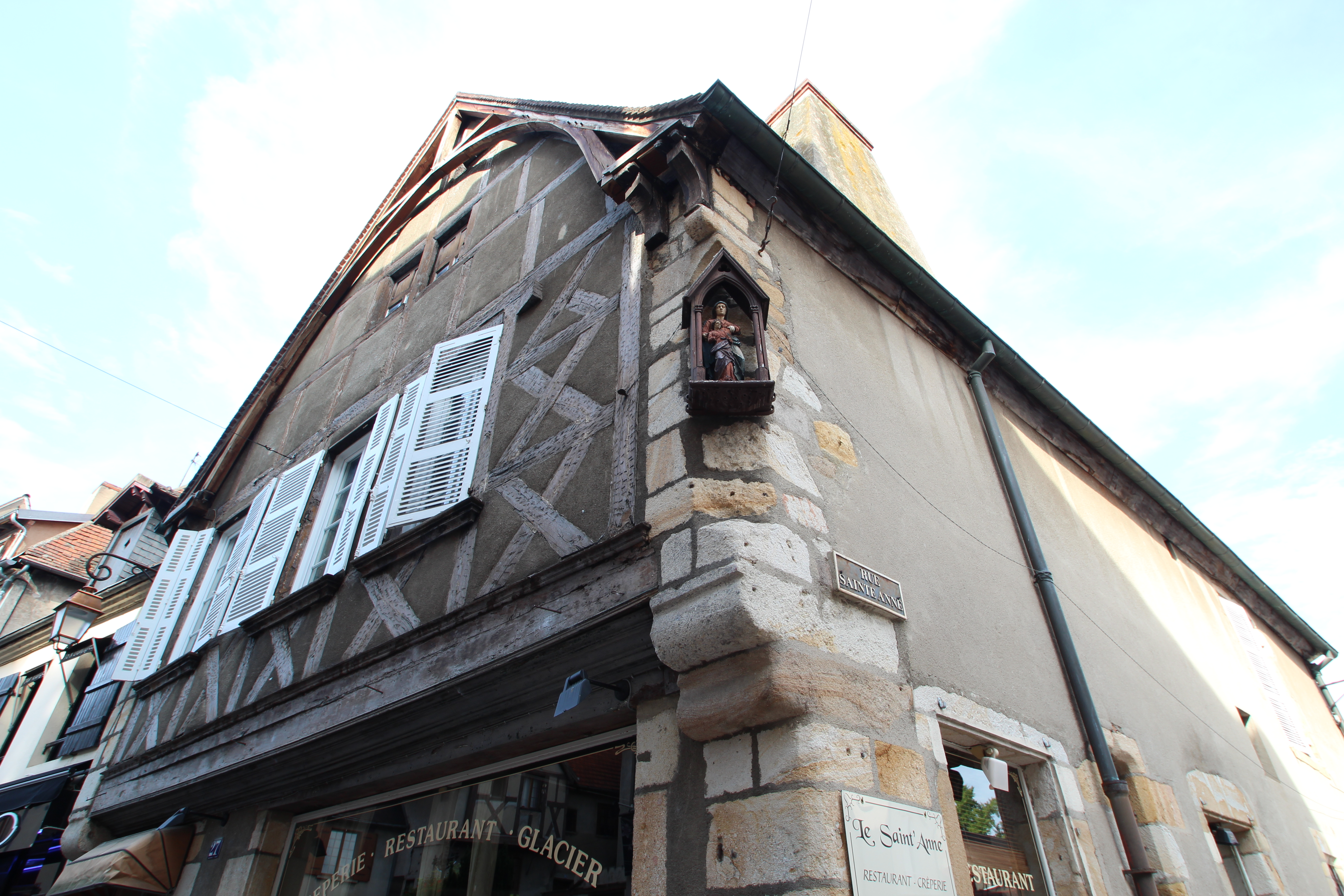
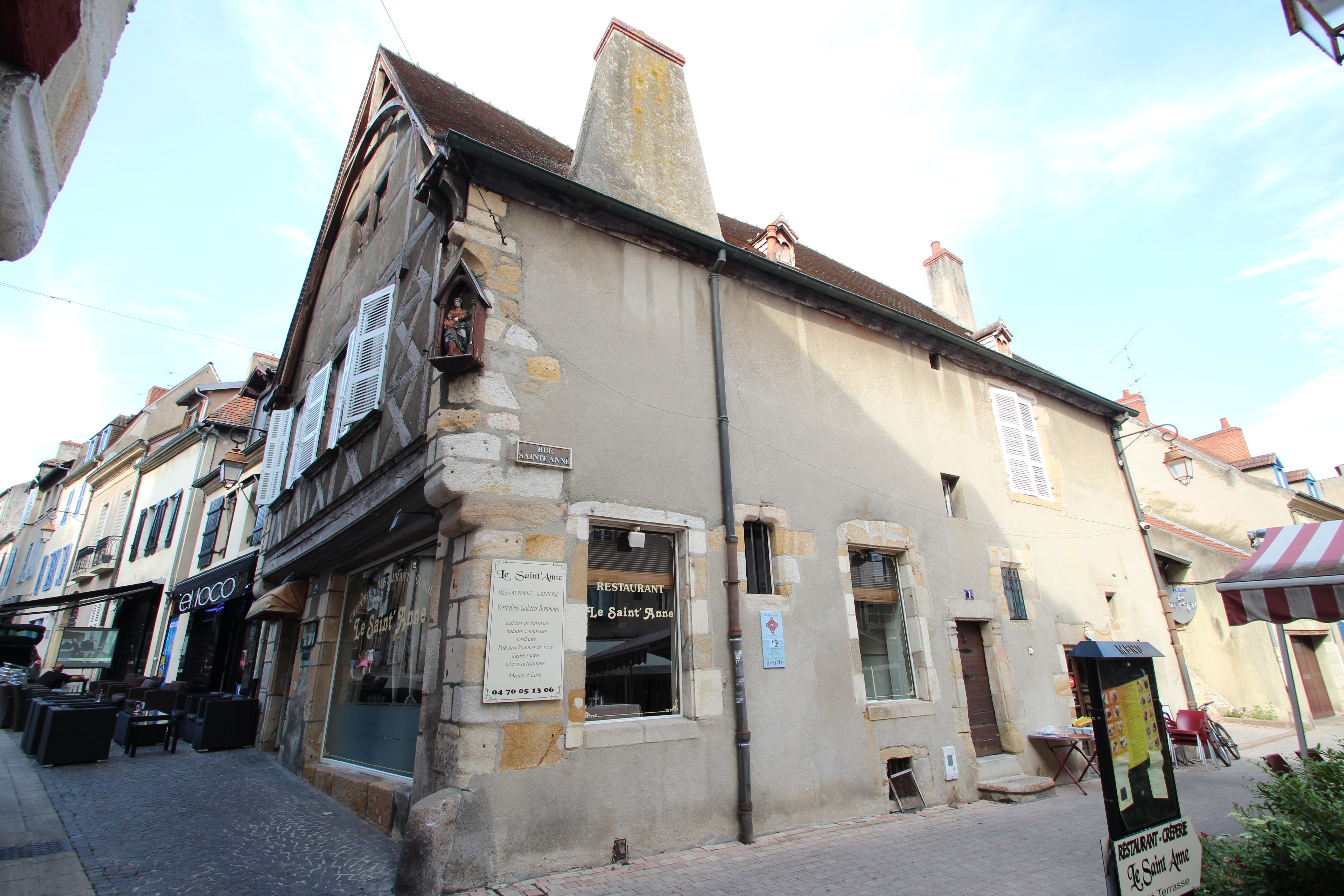
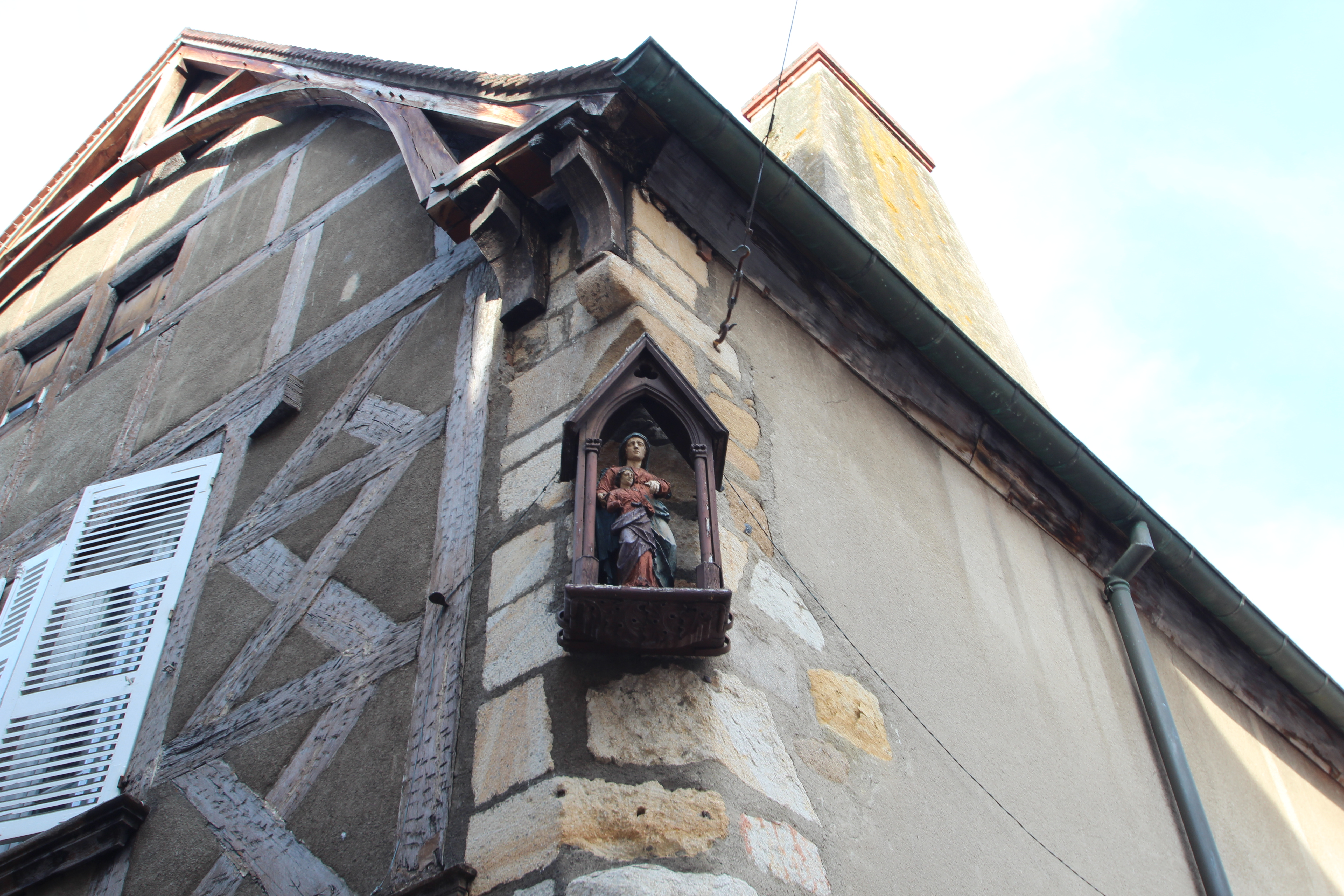